# يثع أمر بين الأول
يثع أمر بين الأول بن سمه علي : أحد مكاربة سبأ الأوائل، وهو ابن وخليفة "سمه علي ذريح بن يدع إيل"، حكم في الفترة فيما بين (نحو 700 ق م - 690 ق م). وزمنه مؤكد بفضل عدد من المعطيات، أهمها نقوش الصيد المقدس في غرب مأرب مع أبناء وأحفاد شريكه "ذمار علي"، ومنهم "كرب إيل وتر".
قام "يثع أمر بين" مع والده "سمه علي ذريح بن يدع إيل" بإتخاذ عدد من التدابير لتأمين دولة سبأ الناشئة. كان شراء الأراضي أحد الإجراءات المميزة لسياسة المكرب السابق يثع أمر وتر التوسعية في ذلك الوقت، والذي اشترى أراضي لا حصر لها. وهكذا، استحوذ السبئيين على أماكن ذات أهمية استراتيجية خارج معقل سبأ، مثل كتال (حالياً: خربة سعود)، وكاهل (حالياً: جدفر ابن منيخر) في وادي رغوان، وهي القواعد اللوجستية لسبأ على الطريق من مأرب إلى الجوف، وأحاطت تلك المدن بأسوار ضخمة من قبل يثع أمر بين، وتم تسييجها لحماية مأرب وتأمينها من أية محاولات للهجوم عليها من الشمال.كما يشير أحد النقوش من عهد المكرب سمه علي وابنه يثع أمر إلى أعمال منشأت في هجرة "منهية يثع أمر" ، و"منهية" هي المدينة التي انتزعها السبئيون من كمنا في عهد المكرب السابق يثع أمر وتر بن يكرب ملك.
أحد أعظم مشاريع "يثع أمر بين"، بناءه أسوار تحصينية حول مأرب العاصمة.بعد أن أتم "يثع أمر بين" إحكام تحصينات مدن وادي رغوان، بدأ عملياً ومن منطلق القوة في السعي إلى عقد صلح مع كمنا التي كانت من أعداء سبأ في أواخر القرن الثامن قبل الميلاد، وبالفعل استطاع المكربان "يثع أمر" و"ذمار علي" عقد صلحاً وحلفاً مع "نبط علي" ملك كمنا. وتجدر الإشارة إلى "نبط علي" سيكون حليفاً قوياً في زمن كربئيل وتر -المكرب القادم. وفي بداية القرن السابع قبل الميلاد، جدد المكربان يثع أمر وذمار علي - الحلف مع ملك نشان "يقه ملك" وزعماء قرناو. و"يقه ملك" هو شقيق "لبوان يدع" ملك نشان في عهد كربئيل وتر وحليفه القوي، و"يقه ملك" أيضا هو والد الملكة "ذمارهل أميرة بنت يقه ملك" زوجة ابن عمها الملك "سمه يفع بن لبوان" والذي في عهده انخرق الحلف مع سبأ وسقطت نشان في يد كربئيل وتر.